# Општина Кикиш (Ковасна)
Кикиш (рум. Chichiş) општина је у Румунији у округу Ковасна.
Oпштина се налази на надморској висини од 503 m.